# Maquinari Autopilot de Tesla
Tesla Autopilot, un sistema avançat d'assistència al conductor per a vehicles Tesla, utilitza un conjunt de sensors i un ordinador de bord. Ha sofert diversos canvis i versions de maquinari des del 2014, sobretot el 2023, passant a un sistema basat en càmeres, en contrast amb ADAS d'altres empreses, que inclouen sensors de radar i, de vegades, lidar.
Inicialment, l'ADAS va utilitzar una combinació de càmeres que capturaven l'espectre visual, radar orientat cap endavant, sensors de proximitat ultrasònics i un ordinador Mobileye EyeQ3 com a maquinari 1, instal·lat als vehicles Model S a partir de l'octubre de 2014. Després que Mobileye va acabar la seva associació amb Tesla el 2016, Tesla va començar a enviar cotxes equipats amb un ordinador Nvidia Drive PX 2 i un nombre més gran de càmeres com a Hardware 2. El 2019, Tesla va passar a un ordinador amb un "xip FSD" personalitzat dissenyat per Tesla, amb la marca Hardware 3. A partir del 2021, Tesla va deixar d'instal·lar el sensor de radar en vehicles nous i l'ADAS es va actualitzar per deixar de suportar el radar. El 2022, Tesla va anunciar que també deixaria de suportar els sensors ultrasònics, traslladant l'ADAS a un sistema totalment visual. La implementació més recent de sensors i ordinadors és Hardware 4, que es va començar a enviar el gener de 2023.

## Versions físiques

### Maquinari 1
Els vehicles fabricats després de finals de setembre de 2014 estan equipats amb una única càmera muntada a la part superior del parabrisa, radar mirant cap endavant a la graella inferior i 12 sensors d'ubicació acústica ultrasònica als para-xocs davanter i posterior que proporcionen un 360. -vista en grau al voltant del cotxe. L'ordinador és el Mobileye EyeQ3; tal com s'ha implementat, aquest xip està construït sobre un procés de 40 nm amb un TDP de 2,5 W i una velocitat de rellotge de 500 MHz. Aquest equip permet que els vehicles Tesla Model S i Model X equipats adequadament detectin marques de carril, obstacles i altres vehicles, permetent funcions avançades d'assistència al conductor amb la marca Autosteer (manteniment automàtic de carril), canvi automàtic de carril, Autopark (robot d'aparcament paral·lel) i Avís de col·lisió lateral. L'EyeQ3 va utilitzar un enfocament de xarxa neuronal, basant-se principalment en les entrades de la càmera per reconèixer i etiquetar objectes per determinar quines àrees potencials del camp de visió de la càmera estan desocupades i que el vehicle pot viatjar.
El canvi de carril automàtic es pot iniciar quan el conductor encengui el senyal de canvi de carril quan sigui segur (a causa de la capacitat d'abast limitat de 16 peus dels sensors ultrasònics) i després el sistema completa el canvi de carril. L'any 2016 el sistema no va detectar vianants ni ciclistes, i mentre que el pilot automàtic detecta motocicletes, hi ha hagut dos casos de cotxes HW1 amb motocicletes posteriors.
Tesla va llançar una nova versió d'Autopilot el setembre de 2016 que va canviar l'algoritme de detecció d'objectes per utilitzar més plenament el sensor de radar; anteriorment, les responsabilitats principals de detecció d'obstacles recaien en les càmeres i el radar s'utilitzava en un paper secundari per confirmar la seva presència, però no se'ls va donar l'autoritat per iniciar la frenada d'emergència sol. Després de l'actualització, les dades del radar van tenir un paper igual en la detecció d'objectes i es van fer capaços d'identificar "obstacles densos", com ara "altres vehicles, alces o fins i tot naus alienígenes", segons Musk. Va afegir que Tesla "creu que hauria" evitat l'accident mortal del maig de 2016 a Williston, Florida, en què el pilot automàtic no va detectar un tràiler blanc contra el cel.
Mobileye va finalitzar la seva associació amb Tesla el 2016, afirmant que Tesla "perjudicaria els interessos de [Mobileye] i perjudicaria els interessos de tota una indústria, si una empresa de la nostra reputació continua associada a aquest tipus d'empènyer el sobre. en termes de seguretat". Tesla va respondre que Mobileye va fer marxa enrere després de saber que Tesla estava desenvolupant el seu propi sistema de sensors basat en la visió. L'especulació immediatament després de l'anunci va incloure l'associació amb Nvidia i el disseny potencial del seu propi ordinador ADAS. Després del llançament del maquinari 2, no es va oferir una actualització del maquinari 1 al maquinari 2, ja que hauria requerit un treball i un cost substancials.

### Maquinari 2

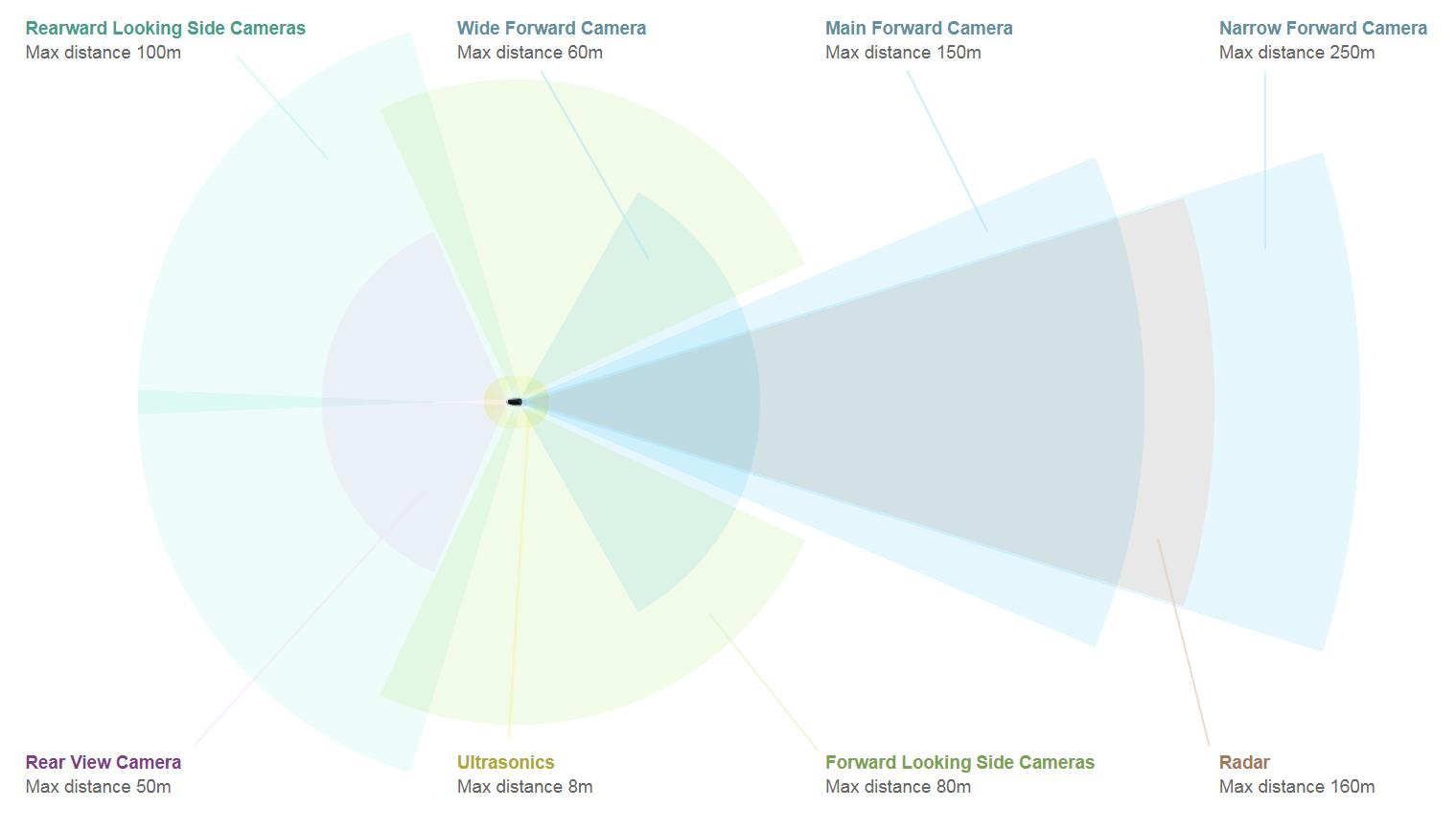
Cobertura de càmera i radar de Tesla HW2 tal com es mostra al lloc web de l'empresa

HW2, inclòs als vehicles fabricats després de l'octubre de 2016, inclou una GPU Nvidia Drive PX 2 per al càlcul GPGPU basat en CUDA. Tesla va afirmar que el maquinari era capaç de processar 200 fotogrames per segon. Elon Musk va anomenar HW2 "bàsicament un superordinador en un cotxe", en referència a la seva capacitat de fins a 12 bilions d'operacions per segon. El maquinari de l'ordinador del pilot automàtic, situat just a sobre de la guantera, es pot substituir per permetre actualitzacions futures. Tesla va afirmar que el conjunt de sensors i càlcul HW2 proporcionava l'equip necessari per permetre FSD al nivell SAE 5.

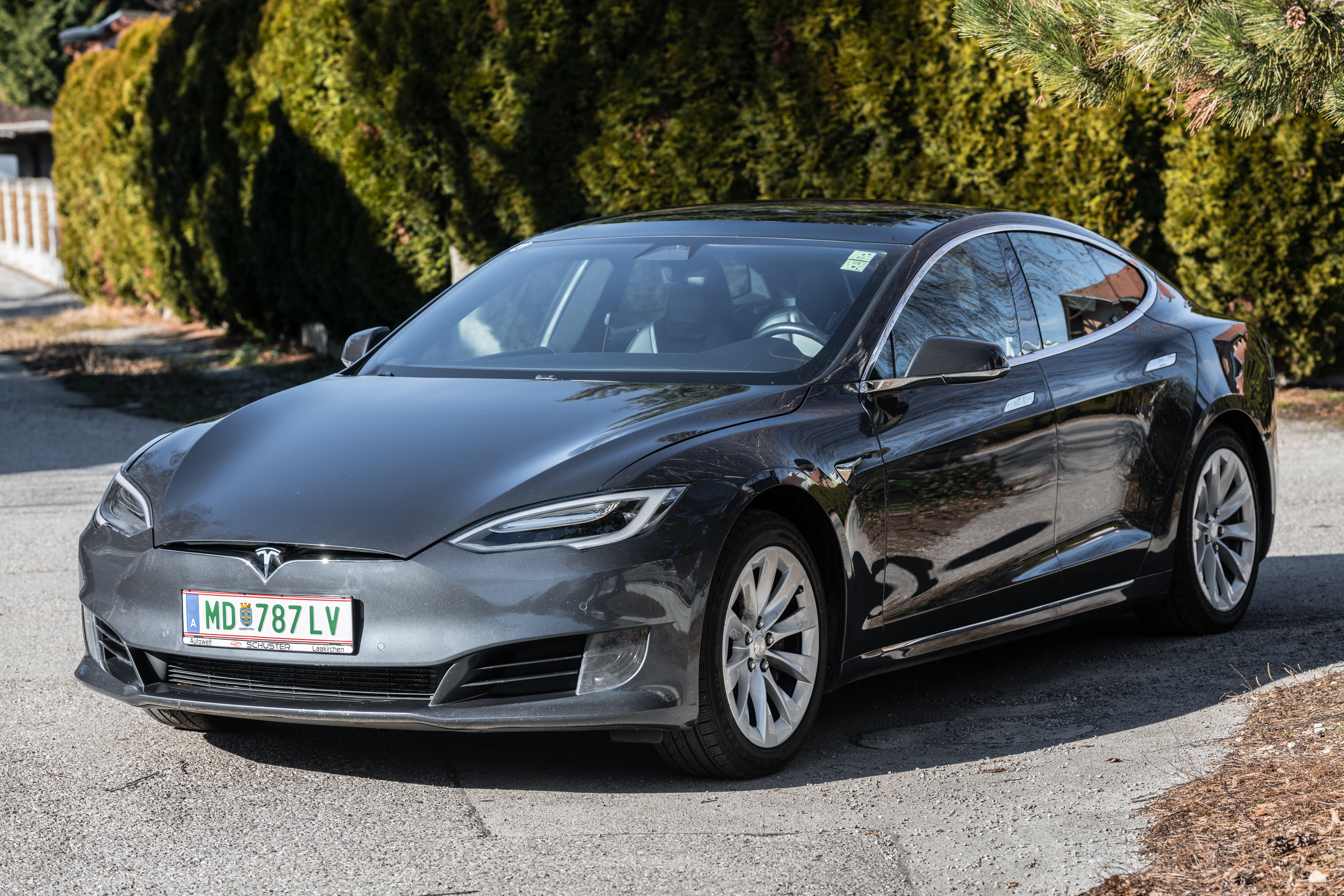
Aquest Model S té HW2; tingueu en compte el retall més ample a la part superior central del parabrisa per acomodar tres càmeres orientades cap al davant

El maquinari inclou vuit càmeres que cobreixen una visió agregada de 360 ° al voltant del cotxe i 12 sensors d'ultrasons, a més d'un radar orientat cap endavant amb capacitats de processament millorades. El radar és capaç d'observar per sota i davant del vehicle davant del Tesla; el radar pot veure vehicles a través de la pluja intensa, la boira o la pols. Les vuit càmeres estan muntades en diverses ubicacions al voltant del vehicle: tres mirant cap endavant, al costat del mirall retrovisor central muntat al parabrisa; dues càmeres frontals/laterals, una muntada cadascuna als pilars B esquerre i dret; dues càmeres posteriors/laterals, muntades als repetidors de senyal de gir del parafang davanter esquerre i dret; i una càmera posterior, per sobre de la matrícula.
Quan el "Pilot automàtic millorat" es va habilitar el febrer de 2017 per l'actualització de programari v8.0 (17.5.36), les proves van demostrar que el sistema es limitava a utilitzar una de les vuit càmeres integrades: la càmera principal orientada cap endavant. L'actualització de programari v8.1 publicada un mes després va habilitar una segona càmera, la càmera d'angle estret orientada cap endavant. Amb les vuit càmeres habilitades, les dades extretes del pilot automàtic en mode de depuració van mostrar que les càmeres proporcionen una alimentació en blanc i negre a l'ordinador, possiblement per millorar la velocitat de processament d'imatges.
El Tesla Model 3, presentat el 2017, i el model Y relacionat, introduït el 2019, estan equipats amb una càmera addicional a la cabina orientada al conductor. Aquest es va desactivar en el llançament i estava pensat per controlar la cabina de forma remota mentre el propietari operava el vehicle com a robotaxi autònom, però es va activar el maig de 2021 per controlar l'atenció del conductor mentre utilitzava el pilot automàtic en vehicles sense sensors de radar.

### Maquinari 2.5

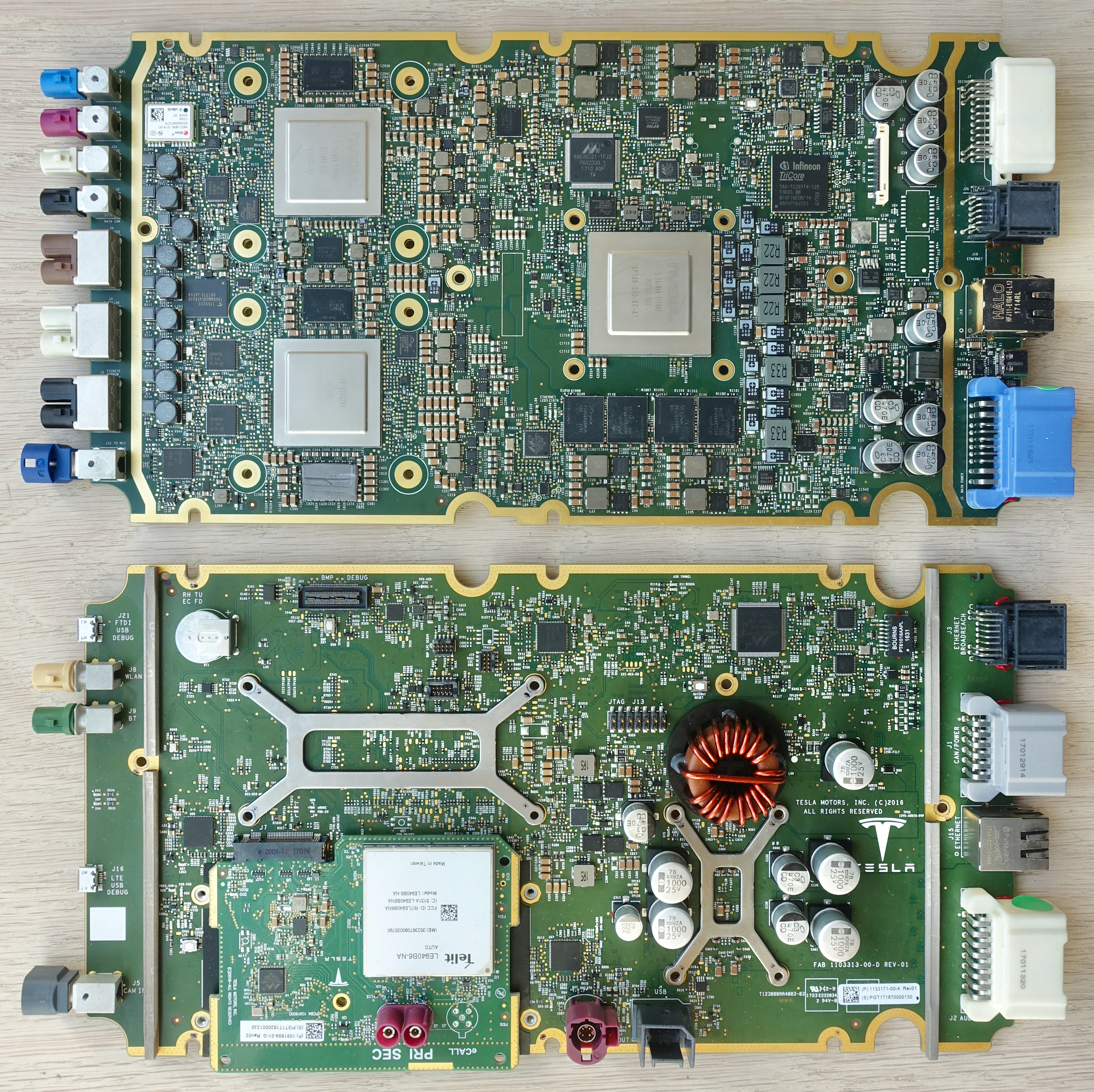
Plaques de Tesla HW2.5 (superior) i d'infoentreteniment (inferior).

L'agost de 2017, Tesla va anunciar que HW2.5 incloïa un node de processador secundari per proporcionar més potència de càlcul i redundància de cablejat addicional per millorar lleugerament la fiabilitat; també va habilitar les capacitats de dashcam i "mode sentinella". Durant aquest temps, el proveïdor dels components del radar del sistema es va canviar de Bosch a Continental, utilitzant la unitat ARS4-B.

### Maquinari 3
Segons el director d'Intel·ligència Artificial (IA) de Tesla, Andrej Karpathy, Tesla tenia, a partir del tercer trimestre El 2018, va entrenar grans xarxes neuronals, però no es van poder desplegar als vehicles Tesla construïts fins aquell moment a causa dels recursos computacionals insuficients. HW3 va ser dissenyat per executar aquestes xarxes neuronals. En general, Tesla afirma que HW3 té un rendiment millorat 2,5 vegades respecte a HW2,5, amb una potència 1,25 vegades més gran i un cost 0,2 vegades més baix.
HW3 es basa en un sistema personalitzat dissenyat per Tesla en un xip anomenat "FSD Chip", fabricat mitjançant un procés de 14 nm per Samsung. Jim Keller i Pete Bannon, entre altres arquitectes, lideren el projecte des del febrer de 2016. El xip FSD inclou dotze CPU ARM Cortex-A72 que funcionen a 2.6 GHz, dues matrius de xarxes neuronals que funcionen a 2 GHz i una GPU de Mali que funciona a 1 GHz. Tesla va afirmar que el xip FSD processa imatges a 2.300 fotogrames per segon (fps), la qual cosa suposa una millora de 21 vegades sobre la capacitat de processament d'imatges de 110 fps de HW2.5. L'empresa va descriure FSD Chip com un "accelerador de xarxa neuronal" dissenyat a mida per al processament d'IA de Tesla. Cadascuna de les dues matrius de xarxes neuronals en un sol xip FSD és capaç de 36 bilions d'operacions per segon, i hi ha dos xips FSD per a la redundància.
Els cotxes HW3 estan equipats amb vuit càmeres, a les mateixes ubicacions i que cobreixen les mateixes direccions que les càmeres HW2 i HW2.5. Cadascuna de les vuit càmeres subministrades amb HW3 utilitzen el mateix sensor d'imatge AR0136A subministrat per Onsemi, que té una resolució màxima de 1280×960 (1,2 megapíxels) i una mida de píxels de 3,75μm. Les versions inicials de HW3 també incloïen un mòdul de radar Continental ARS4-B. La placa del sistema HW3 té la mateixa mida física que la placa HW2.5, però porta més components. Això fa possible l'actualització de HW2/HW2.5 a HW3, cosa que no era possible durant el canvi generacional anterior de HW1 a HW2/2.5.
La companyia va afirmar que HW3 era necessari per a FSD, però no per a funcions de "pilot automàtic millorat". La primera disponibilitat de HW3 va ser l'abril de 2019. Els clients amb HW2 o HW2.5 que van comprar el paquet FSD se'ls va prometre una actualització a HW3 sense cost; tanmateix, quan es va llançar FSD Beta el 2021, els propietaris de Tesla que s'havien subscrit a FSD i posseïen un vehicle amb HW2 o HW2.5 havien de pagar 1.500 dòlars EUA per actualitzar-se a HW3. Els propietaris que havien comprat FSD amb una tarifa única com a part de l'adquisició inicial del vehicle eren elegibles per a una actualització gratuïta a HW3. En pocs dies, Tesla va reduir el cost de l'actualització a 1.000 dòlars EUA. El 2022, un propietari de Tesla a l'estat de Washington va guanyar una sentència per defecte contra Tesla que va ordenar a l'empresa actualitzar el seu vehicle a HW3 sense cap cost; a la sentència, el jutge va citar les promeses de Tesla que tots els cotxes venuts des del 2016 incloïen el maquinari per a FSD.

### Tesla Vision

Cobertura de la càmera Tesla Vision

A finals de maig de 2021, Elon Musk va publicar a Twitter que "Pure Vision Autopilot" s'estava començant a implementar. El sistema, que Tesla marca "Tesla Vision", elimina el radar de cara endavant a partir del maig de 2021 del paquet de maquinari Autopilot en vehicles Model 3 i Model Y construïts per al mercat nord-americà. El Washington Post va informar el març de 2023 que el resultat immediat va ser "un augment dels xocs, gairebé accidents i altres errors vergonyosos dels vehicles Tesla privats sobtadament d'un sensor crític". Per als vehicles sense el radar cap endavant, es van aplicar limitacions temporals a determinades funcions, com ara l'autoguia, i es van desactivar altres funcions (Smart Summon i Emergency Lane Departure Avoidance), però Tesla va prometre restaurar les funcions "en les properes setmanes.... mitjançant una sèrie d'actualitzacions de programari a distància".

### Maquinari 4

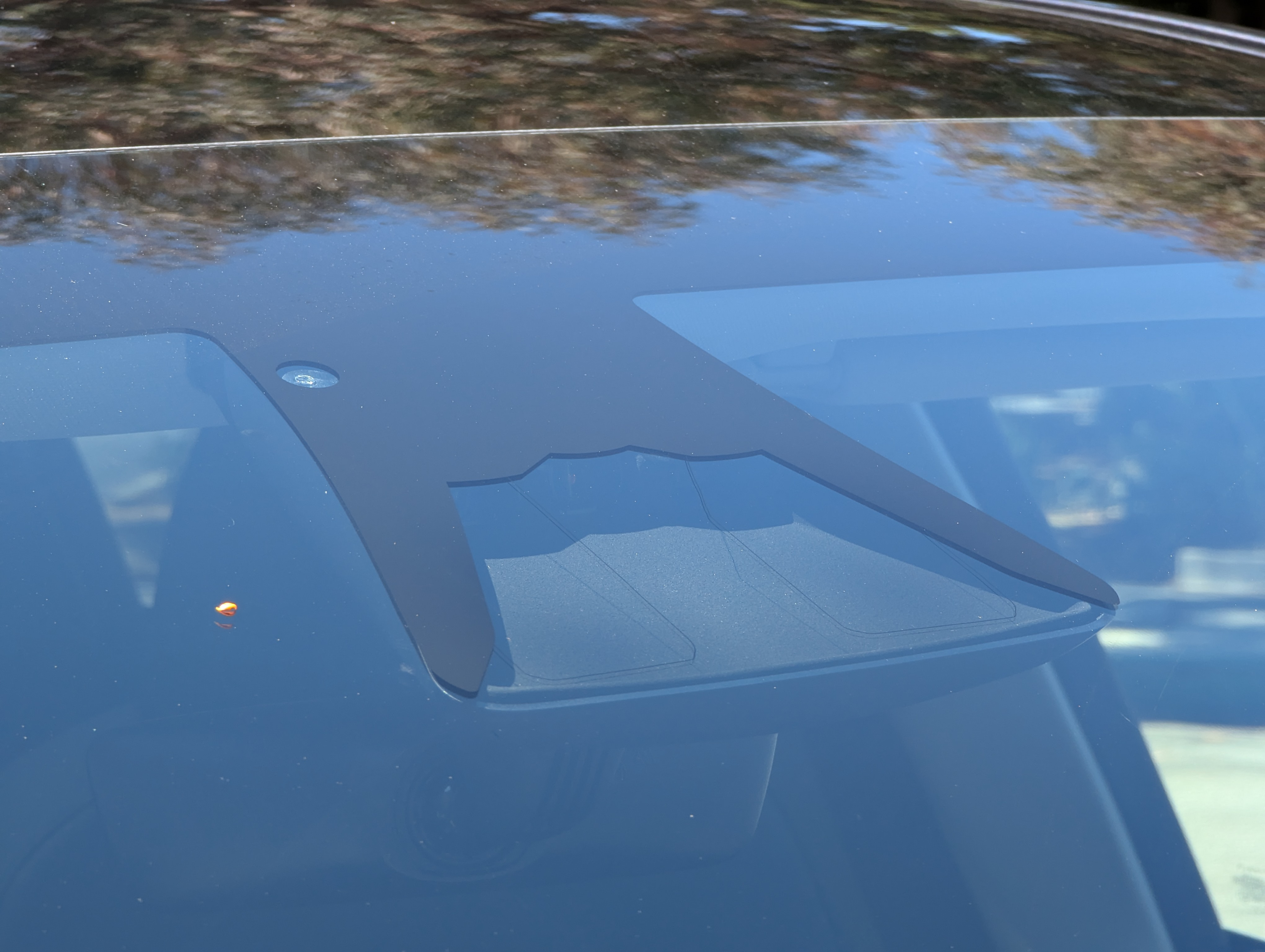
Matriu de càmeres frontals HW4 al model Y; tingueu en compte que el sensor de llum ambiental es va traslladar (de cara al cel) i els cables del desempanador

Samsung fabrica el processador per a Hardware 4 (HW4) a Hwasung, Corea del Sud, en un 7 procés nm. El sistema personalitzat en un xip (SoC) s'anomena "FSD Computer 2". Segons un desmuntatge d'una unitat de producció HW4 l'agost de 2023, la junta té 16 GB de RAM i 256 GB d'emmagatzematge, que són dues i quatre vegades la memòria RAM i l'emmagatzematge a HW3, respectivament. Musk va afirmar que les capacitats computacionals HW4 són de tres a vuit vegades més potents que HW3.
El juny de 2022, Tesla va presentar una sol·licitud a la Comissió Federal de Comunicacions (FCC) dels EUA per utilitzar un mòdul de radar nou en vehicles futurs. Basant-se en els documents presentats al govern xinès i un prototip de Tesla Model 3 detectat el desembre de 2022 mentre es feia proves a Santa Cruz, es creu que HW4 podria incloure radar, càmeres d'alta resolució i ventiladors i/o escalfadors instal·lats a les càmeres per evitar boira. Tot i que els mòduls de radar d'automòbils utilitzats en cotxes d'altres fabricants tenen fins a 200 canals (que els donen capacitats similars al lidar), una presentació actualitzada a la FCC el 2023 indica que el nou mòdul de radar que podria incloure's amb HW4 no és probable que sigui. d'alta resolució.
Tesla va començar a enviar cotxes amb HW4 el gener de 2023, començant amb el Model S i el Model Y actualitzats; tanmateix, FSD no estava disponible inicialment. Van passar sis mesos abans que els cotxes basats en HW4 executessin programari basat en càmeres. Malgrat l'augment de la resolució del sensor d'imatge amb els cotxes equipats amb HW4, HW4 executa el programari FSD emulant HW3, inclosa la reducció de mida de les imatges de la càmera, ja que Tesla ha posposat l'entrenament basat en les noves càmeres HW4. Musk va declarar que la formació específica de HW4 de FSD començarà després que s'acabi el nou centre de dades a la Texas Gigafactory.

### Maquinari 5
Musk va anunciar el maquinari 5 (HW5), que s'anomenava AI5, durant la reunió anual de Tesla el 13 de juny de 2024. Musk va dir que el llançament està previst per al gener de 2026 i que serà deu vegades més potent que HW4. Musk també va afirmar que utilitzarà fins a 800 watts en processar entorns complexos (en comparació amb 300 watts per a HW3 i HW4).